# Vinnius uncatus
Vinnius uncatus är en spindelart som beskrevs av Simon 1902. Vinnius uncatus ingår i släktet Vinnius och familjen hoppspindlar. Inga underarter finns listade i Catalogue of Life.